# Baryconus unidentatus
Baryconus unidentatus är en stekelart som beskrevs av Ritchie och Lubomir Masner 1983. Baryconus unidentatus ingår i släktet Baryconus och familjen Scelionidae. Inga underarter finns listade.